# Blood Brothers (EP)
Blood Brothers es un maxisingle y un documental de Bruce Springsteen con la E Street Band. El documental, dirigido por Ernie Fritz, se emitió en 1995 y el disco con los temas fue publicado, en forma de maxisingle, por la compañía discográfica Columbia Records el 3 de marzo de 1996.
Blood Brothers es un maxisingle EP de cinco canciones de Bruce Springsteen y la E Street Band, lanzado en 1996. El EP fue distribuido originalmente con un documental, titulado también Blood Brothers, que documenta la reunificación temporal en 1995 de Springsteen con la banda para grabar pistas adicionales para su Greatest Hits lanzado ese año. Mucho después de su lanzamiento, el EP fue relanzado en enero de 2014 en ITunes, Spotify y otras plataformas de descarga.

## Antecedentes
Cuatro de las cinco canciones del EP fueron escritas y grabadas en 1995 durante las sesiones de la banda para Greatest Hits, mientras que «Murder Incorporated» fue grabada en directo en febrero de 1995. Las sesiones de 1995 marcaron el hito de ser la primera vez desde 1984 en que Bruce Springsteen y la E Street Band al completo grababan juntos. Parte de la banda había trabajado en el álbum de Springsteen de 1987, Tunnel of Love, antes de que Springsteen se separara de la E Street Band en 1989.
La pista homónima al título fue también incluida en el álbum Greatest Hits en versión acústica. La versión de estudio de «Murder Incorporated» puede también encontrarse en Greatest Hits junto con la versión original de «Secret Garden» sin las cuerdas. La versión en directo de «Murder Incorporated» incorporada aqui es la misma versión usada en el video musical de dicha canción. «High Hopes» y «Without You» fueron incorporadas en otro sencillo, que es muy difícil de encontrar
En 2013, Springsteen regrabó «High Hopes» y fue el primer sencillo de su decimoctavo álbum de estudio, High Hopes, que fue lanzado en enero de 2014.

## Lista de canciones
Todas las canciones escritas y compuestas por Bruce Springsteen, excepto donde se indica. 
| N.º | Título                                      | Duración |  |
| 1.  | «Blood Brothers (versión rock alternativa)» | 4:02     |  |
| 2.  | «High Hopes»                                | 4:20     |  |
| 3.  | «Murder Incorporated (Live)»                | 5:47     |  |
| 4.  | «Secret Garden (string version)»            | 4:27     |  |
| 5.  | «Without You»                               | 3:59     |  |

## Músicos
- Bruce Springsteen - guitar, vocals, harmonica
- Roy Bittan - piano, backing vocals
- Clarence Clemons -  saxophone, backing vocals, percussion
- Danny Federici - organ, synthesizer, backing vocals
- Nils Lofgren - electric guitar, backing vocals
- Patti Scialfa - acoustic guitar, vocals
- Garry Tallent - bass, backing vocals
- Steve Van Zandt - guitar, backing vocals
- Max Weinberg - drums, backing vocals
- David Kahne - string arrangement and string synthesizer on "Secret Garden"
- Lisa Lowell - backing vocals on "High Hopes"
- Frank Pagano - percussion on "High Hopes," backing vocals on "Without You"
- Chuck Plotkin - backing vocals on "Without You"
- Soozie Tyrell - backing vocals on "High Hopes"